# Panaretovți, Sliven
Panaretovți (în bulgară Панаретовци) este un sat în comuna Sliven, regiunea Sliven,  Bulgaria. 

## Demografie
Componența etnică a satului Panaretovți
     Bulgari (98,77%)
     Nicio identificare (1,22%)
     Altele (0%)
La recensământul din 2011, populația satului Panaretovți era de 327 locuitori. Din punct de vedere etnic, majoritatea locuitorilor (98,77%) erau bulgari. Pentru 1,22% din locuitori nu este cunoscută apartenența etnică.